# Eisenbahnunfall von Branowitz
Der Eisenbahnunfall von Branowitz ereignete sich am 7. Juli 1839 auf der Strecke Lundenburg–Brünn der a. priv. Kaiser Ferdinands-Nordbahn (KNFB) in der Station Branowitz (heute: Vranovice, Tschechien), als einer der Eröffnungszüge auf einen zweiten auffuhr. Er war der erste schwere Eisenbahnunfall in Österreich und auf dem Gebiet des heutigen Tschechiens.

## Ausgangslage
Anlässlich der Eröffnung der Strecke Lundenburg–Brünn fuhren vier Festzüge mit geladenen Gästen von Wien nach Brünn. Ab 16.30 Uhr fuhren die vier Züge im Raumabstand von jeweils einer viertel Meile von Brünn zurück nach Wien.

## Unfallhergang
In der Station Branowitz musste der zweite Zug wegen eines Schadens an der Lokomotive halten. Der dritte Zug fuhr kurz darauf auf den zweiten Zug auf, wobei zwei Wagen des zweiten Zuges zertrümmert wurden. Zudem wurde die Lokomotive GIGANT sowie der erste Wagen des dritten Zuges beschädigt. Der Unfall forderte 60 Verletzte, aber keine Toten. Als Verursacher wurde der englische Lokomotivführer John Williams auf der GIGANT beschuldigt, der den Raumabstand für den dritten Zug nicht eingehalten hatte.

„Leider wurde die freudige Stimmung auf der Rückfahrt [anlässlich der Streckeneröffnung] durch einen höchst bedauerungswwürdigen Vorfall getrübt. – Ein sonst sehr verläßlicher englischer Maschinenführer, welcher den dritten Zug leitete, fuhr am Stationsplatze zu Branowitz an den vor ihm haltenden zweiten Train, da er nicht frühe genug die Schnelligkeit der Maschine hinlänglich gemäßigt hatte, dergestalt an, daß er zwei Wagen des erwähnten zweiten Zuges bedeutend beschädigte, und dadurch leider mehrere Personen, worunter drei bedeutend, die Uebrigen leichter verletzt wurden. Die Rückkunft des Trains auf dem Wiener Stationsplatze erfolgte durch dieses Ereigniß zwar später, allein ohne irgend einen weiteren Anstand, und der letzte Zug brachte die Beschädigten, für welche jede mögliche Sorgfalt angewendet wurde, nach Wien zurück. Dieser Vorfall ist für die gefertigte Direktion um so schmerzlicher, als von ihrer Seite die gemessensten Vorschriften für die Einhaltung der Distanzen der Wagenzüge in einer Entfernung von ½ Meile einer von dem andern bestehen, und die Beobachtung eines sehr langsamen Eintreffens auf den Stationsplatze strengstens angeordnet ist, und es ist der Maschinenführer deßhalb bereits durch die Behörde zur Verantwortung gezogen worden.“